# Aleksandr Malcew
Aleksandr Nikołajewicz Malcew, ros. Александр Николаевич Мальцев (ur. 20 kwietnia 1949 w Sietkowcy, k. Kirowo-Czepiecka) – radziecki i rosyjski hokeista. Reprezentant ZSRR, trzykrotny olimpijczyk.

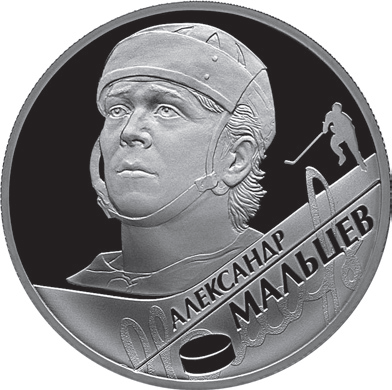
Podobizna Aleksandra Malcewa na pamiątkowej monecie

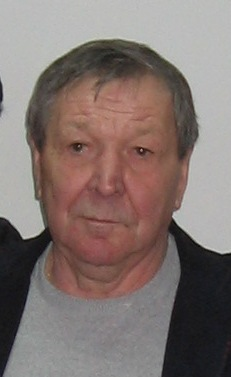
Aleksandr Malcew (2014)

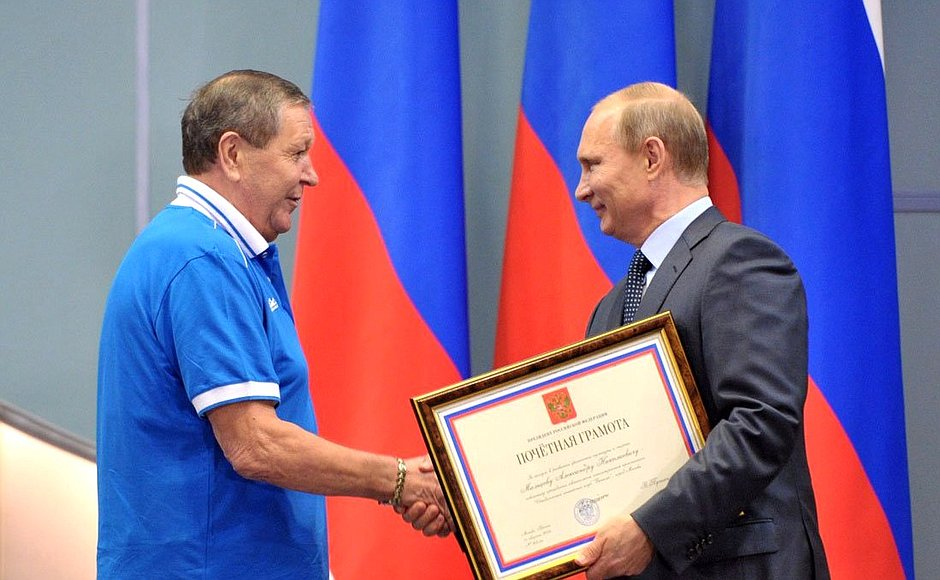
Aleksandr Malcew wyróżniany przez Władimira Putina (2013)

## Kariera
- Chimik Kirowo-Czepieck (do 1967)
- Dinamo Moskwa (1967-1984)
- Újpesti TE (1989-1990)

Wychowanek klubu Chimik Kirowo-Czepieck (później Olimpija). Wieloletni zawodnik Dinama Moskwa. W tym klubie występował w latach 1967-1984, po czym przerwał karierę. Łącznie strzelił 329 goli w 530 meczach rozgrywek ligi radzieckiej, jednak nie udało mu się z klubem zdobyć tytułu mistrza ZSRR. W 1989 roku, w wieku 40 lat rozegrał jeszcze 13 meczów w barwach węgierskiego klubu Újpesti TE, po czym definitywnie zakończył czynne uprawianie sportu.
Uczestniczył w turniejach mistrzostw świata w 1969, 1970, 1971, 1972, 1973, 1974, 1975, 1976, 1977, 1978, 1981, 1983, Summit Series 1972, 1974, Canada Cup 1976, 1981, oraz na Zimowych Igrzyskach Olimpijskich 1972, 1976, 1980. Brał udział w meczu nazwanym Cud na lodzie.
Dosłużył stopnia pułkownika. Jego przyjacielem był inny radziecki hokeista, Walerij Charłamow. Malcew był świadkiem na jego ślubie.
Po zakończeniu kariery w latach 1986-1993 był trenerem grup młodzieżowych w szkole Dinama Moskwa. Od sezonu KHL (2010/2011) roku pełni funkcję starszego doradcy w klubie.

## Sukcesy
Reprezentacyjne
- Srebrny medal mistrzostw Europy juniorów do lat 19: 1968
- Złoty medal mistrzostw Europy juniorów do lat 19: 1969
- Złoty medal mistrzostw świata: 1969, 1970, 1971, 1973, 1974, 1975, 1978, 1981, 1983
- Srebrny medal mistrzostw świata: 1972, 1976
- Brązowy medal mistrzostw świata: 1977
- Trzecie miejsce w Canada Cup: 1976
- Canada Cup: 1981
- Złoty medal igrzysk olimpijskich: 1972, 1976
- Srebrny medal igrzysk olimpijskich: 1980

Klubowe
- Srebrny medal mistrzostw ZSRR: 1971, 1972, 1977, 1978, 1979, 1980
- Brązowy medal mistrzostw ZSRR: 1968, 1969, 1974, 1976, 1981, 1982, 1983
- Puchar ZSRR: 1972, 1976
- Finał Pucharu ZSRR: 1969, 1970, 1974, 1979
- Puchar Spenglera: 1983
- Brązowy medal mistrzostw Węgier: 1990 z Újpesti TE

Indywidualne
- Mistrzostwa Europy juniorów do lat 19 w hokeju na lodzie 1968:
  - Czwarte miejsce w klasyfikacji strzelców turnieju: 5 goli[1]
  - Siódme miejsce w klasyfikacji kanadyjskiej turnieju: 8 punktów
- Mistrzostwa Europy juniorów do lat 19 w hokeju na lodzie 1969:
  - Pierwsze miejsce w klasyfikacji strzelców turnieju: 13 goli[2]
  - Pierwsze miejsce w klasyfikacji kanadyjskiej turnieju: 17 punktów
  - Najlepszy napastnik turnieju
- Mistrzostwa świata w 1970:
  - Pierwsze miejsce w klasyfikacji kanadyjskiej turnieju: 21 punktów
  - Najlepszy napastnik turnieju
  - Skład gwiazd turnieju
- Mistrzostwa świata w 1971:
  - Skład gwiazd turnieju
- Sezon ligi radzieckiej 1971/1972:
  - Najlepszy zawodnik sezonu mistrzostw ZSRR w hokeju na lodzie (wraz z Walerijem Charłamowem)
- Mistrzostwa świata w 1972:
  - Pierwsze miejsce w klasyfikacji kanadyjskiej turnieju: 22 punkty
  - Najlepszy napastnik turnieju
  - Skład gwiazd turnieju
- Canada Cup 1976
  - Skład gwiazd turnieju
- Sezon ligi radzieckiej 1976/1977:
  - Nagroda Najlepsza Trójka dla tercetu najskuteczniejszych strzelców ligi (oraz Aleksandr Golikow i Piotr Prirodin) - łącznie 77 goli
- Mistrzostwa świata w 1978:
  - Skład gwiazd turnieju
- Mistrzostwa świata w 1981:
  - Skład gwiazd turnieju
  - Najlepszy napastnik turnieju

Rekordy
- Najwięcej meczów w reprezentacji ZSRR: 321
- Najskuteczniejszy strzelec w reprezentacji ZSRR: 213 goli

## Wyróżnienia i odznaczenia
Sportowe
- Zasłużony Mistrz Sportu ZSRR w hokeju na lodzie: 1969
- Galeria Sławy IIHF: 1999
- Rosyjska Galeria Hokejowej Sławy: 2014

Cywilne
- Medal „Za pracowniczą dzielność”: 1969, 1972
- Order „Znak Honoru”: 1976
- Order Czerwonego Sztandaru Pracy: 1978
- Order Przyjaźni Narodów: 1981
- Order Honoru: 1996
- Order „Za zasługi dla Ojczyzny” IV Klasy: 2011
- Dyplom Honorowy Prezydenta Federacji Rosyjskiej: 2013[3]
- Order Aleksandra Newskiego: 2023